# Liste der Kardinalskreierungen Innozenz’ II.
Papst Innozenz II. hat im Verlauf seines Pontifikates (1130–1143) die Kreierung von etwa 50 Kardinälen vorgenommen.

## Konsistorien
Die Kreationsdaten, wenn nichts anders angegeben ist, sind nach Zenker, S. 221 ff.

### 21. Februar 1130
- Petrus[2] — Kardinalpriester von S. Marco, † 22. Februar 1131

### 4. März 1132
- Lucas[3] — Kardinalpriester von SS. Giovanni e Paolo, † vor 19. Dezember 1141
- Guido Pisanus[4]  — Kardinaldiakon von SS. Cosma e Damiano, † kurz vor 6. November 1149
- Oddo Bonecase[5]   — Kardinaldiakon von S. Giorgio in Velabro, † vor 21. Dezember 1162

### 16. Dezember 1132
- Martino Cibo[6], O.Cist. — Kardinalpriester von S. Stefano in Monte Celio, † 21. September 1143
- Adenulf[7], O.S.B., Abt des Klosters Farfa — Kardinaldiakon von S. Maria in Cosmedin, † 1144
- Azo da Piacenza[8] — Kardinaldiakon, dann (21. Dezember 1134) Kardinalpriester von S. Anastasia, † 15. September 1139

### 15. Dezember 1133
- Guido[9] — Kardinaldiakon von S. Adriano, † 1138[10]

### 9. März 1134
- Vassallus[11] — Kardinaldiakon von S. Eustachio, † nach 18. April 1143

### 21. Dezember 1134
- Hubaldus[12] — Kardinaldiakon von S. Maria in Via Lata, † nach 16. Dezember 1143

### 1. März 1135
- Chrysogonus[13] — Kardinaldiakon von S. Maria in Portico, dann (16. Dezember 1138) Kardinalpriester von S. Prassede, † kurz nach 11. April 1141

### 30. Mai 1135
- Gregorius[14] — Kardinalpriester von S. Prisca, † nach Juni 1137
- Boetius[15] — Kardinaldiakon von SS. Vito e Modesto, dann (16. Dezember 1138) Kardinalpriester von S. Clemente, † nach 1. Mai 1143

### 15. Mai 1136
- Drogo[16], O.S.B. — Kardinalbischof von Ostia, † zu Beginn 1138
- Albert[17] — Kardinalbischof von Albano, † nach 19. April 1141

### 18. Dezember 1136
- Bernardus[18], O.Carth. — Kardinalpriester von S. Crisogono, † 9. August 1138
- Yves von Sankt Viktor[19], Augustiner-Chorherren — Kardinaldiakon von S. Maria in Aquiro, dann (27. Mai 1138) Kardinalpriester von S. Lorenzo in Damaso, † 19. Juni 1142

### 5. März 1137
- Balduino da Pisa[20], O.Cist. — Kardinalpriester von S. Maria in Trastevere; später (seit April 1138) Erzbischof von Pisa, † 25. Mai 1145

### 18. Dezember 1137
- Griffo[21] — Kardinalpriester von S. Pudenziana; später (seit 22. April 1138) Bischof von Ferrara, † nach 1156
- Gerardus[22] — Kardinaldiakon von S. Maria in Domnica, † um 1145
- Gregorius[23] — Kardinaldiakon von S. Angelo, † nach 27. Oktober 1140

### 25. Februar 1138
- Ottaviani de Monticelli[24] — Kardinaldiakon von S. Nicola in Carcere, dann (2. März 1151) Kardinalpriester von S. Cecilia und ab 7. September 1159 Gegenpapst Viktor IV. (Oktavian); † 20. April 1164

### 3. April 1138
- Alberic von Ostia[25], O.S.B. Cluny — Kardinalbischof von Ostia, † 20. November 1148

### 16. Dezember 1138
- Ubaldo aus Lucca[26] — Kardinaldiakon von S. Adriano, dann (23. Mai 1141) Kardinalpriester von S. Prassede, dann (19. Dezember 1158) Kardinalbischof von Ostia, endlich (1. September 1181) Papst Lucius III. † 25. November 1185

### 17. März 1139
- Egmund[27] — Kardinalpriester von SS. Silvestro e Martino, † nach 31. März 1139
- Ribaldo da Piacenza[28] — Kardinaldiakon von S. Maria in Portico, dann (1. März 1140) Kardinalpriester von S. Anastasia, † 10. Mai 1142

### 16. Juni 1139
- Guido de Castro Ficeclo[29] — Kardinaldiakon, † um 1147

### 22. Dezember 1139
Nach Zenker, S. 223 Anm. 134 sollen auch die folgende Kardinäle am 22. Dezember 1139 kreiert worden: Etienne de Chalons, Kardinalbischof von Palestrina; Pietro, Kardinaldiakon von S. Maria in Portico; und Raniero, Kardinalpriester von S. Prisca, der mit dem gleichnamigen Kardinaldiakonen nicht identisch sein soll. Dies beruht jedoch auf der irrtümlichen Angabe von Jaffé, S. 840–841, dass diese Kardinäle schon am 10. Januar 1140 zum ersten Mal ein Privileg unterschrieben haben. In der Tat, die zwei bekannte Urkunde von diesem Tag (Jaffé, S. 892 Nr. 8071 und 8072) trägen ihren Unterschriften nicht, siehe Migne: Patrologia Latina – Volumen 179 col. 497-499, und Otto von Heinemann: Albrecht der Bär. Darmstadt 1864, S. 450–451; vgl. auch Otto Kares: Chronologie der Kardinalbischöfe im elften Jahrhundert. In: Festschrift zur Jahrhundertfeier des Gymnasiums am Burgplatz in Essen. Essen 1924, S. 29 Anm. 141. Die erste Unterschrift von Etienne findet sich erst am 12. April 1141 (Kares, S. 29), von Pietro am 7. November 1141 (Migne: Patrologia Latina – Volumen 179 col. 555-557), und von Raniero von S. Prisca am 3. April 1140 (Migne: Patrologia Latina – Volumen 179 col. 507-508). Für Pietro ist der in Frage kommende Quatemberfreitag 19. September 1141, über die Kreation von Etienne vgl. unten Anm. zum Konsistorium am 30. März 1141. Raniero von S. Prisca ist fast sicherlich mit dem nur bis 6. März 1140 bezeugten Kardinaldiakon Raniero identisch; für den Umstand, dass er noch einige Tage nach seiner Promotion zum Kardinalpriester als Kardinaldiakon erscheint, vgl. Brixius, S. 14–15.
- Raniero[30] — Kardinaldiakon, dann (1. März 1140) Kardinalpriester von S. Prisca, † nach 7. Mai 1146
- Goizo[31] — Kardinaldiakon, dann (1. März 1140) Kardinalpriester von S. Cecilia, † nach 15. April 1144
- Presbitero[32] — Kardinaldiakon, dann (1. März 1140) Kardinalpriester von S. Pudenziana, † 1140

### 1. März 1140
- Gregorio della Suburra[33] — Kardinalpriester von S. Maria in Trastevere, dann (September 1154) Kardinalbischof von Sabina, † nach 20. September 1162
- Guido Florentinus[34] — Kardinalpriester von S. Crisogono[35], † vor 14. März 1158
- Tommaso da Milano[36], Augustiner-Chorherren — Kardinaldiakon, dann (21. Februar 1141) Kardinalpriester von S. Vitale, † Oktober 1146

### 20. September 1140
- Pietro[37] — Kardinalpriester von S. Pudenziana, † 1144[38]

### 21. Februar 1141
- Petrus[39] — Kardinaldiakon von S. Maria in Aquiro, † nach 20. Mai 1144

### 30. März 1141
- Étienne de Châlons[40], O. Cist. — Kardinalbischof von Palestrina, † 1144[41]

### 19. September 1141
- Petrus[42] — Kardinaldiakon von S. Maria in Portico, † kurz nach 17. Mai 1145

### 19. Dezember 1141
- Hubaldus[43] — Kardinalpriester von SS. Giovanni e Paolo, † nach 6. Mai 1149
- Gregorio von Lukka[44] — Kardinaldiakon, † nach 15. April 1144
- Guido[45] — Kardinaldiakon, † nach 27. Dezember 1146

### 13. März 1142
- Imar[46], O.S.B.Cluny — Kardinalbischof von Tusculum, † 28. Oktober 1161
- Gilibertus[47] — Kardinaldiakon von S. Adriano, dann (17. Dezember 1143) Kardinalpriester von S. Marco, † um 1150
- Niccolo[48] — Kardinaldiakon[49], dann (17. Dezember 1143) Kardinalpriester von S. Ciriaco, † 1. April 1151

### 26. Februar 1143
- Hugo[50], O.S.B. — Kardinalbischof von Albano, † kurz nach 16. Mai 1143

### 17. September 1143
- Pietro[51] — Kardinalbischof von Albano, † nach April 1145

### Unbekannten Datums
- Theodwin[52], O.S.B. — Kardinalbischof von Santa Rufina (kreiert in 1132 oder 1133), † 7. März 1151
- Stancius[53] — Kardinalpriester von S. Sabina (zuerst belegt am 22. April 1138[54]), † vor 17. Dezember 1143
- Rainaldo di Collemezzo[55], O.S.B.Cas., Abt von Montecassino — Kardinalpriester von SS. Marcellino e Pietro (zuerst belegt im September 1141[56]), † Oktober 1166

## Pseudokardinal anerkannt von Innozenz II. am 29. Mai 1138
- Matteo[57] — Kardinalpriester von SS. Silvestro e Martino, kreiert von Anaklet II. zwischen 1130 und 1136, † kurz nach 25. Januar 1139

## Unsichere Fälle
- Rodulph[58], Bischof von Orte — er unterschrieb zahlreiche päpstliche Urkunden vom 10. August 1132 bis 13. Februar 1136, doch ist sein Status als Kardinalbischof unsicher[59]; † nach 10. Februar 1151
- Bernardus[60], O.Cist., Abt von Tre Fontane — vielleicht ernannt zum Kardinalpriester nach 1140[61]; ab 15. Februar 1145 Papst Eugen III. † 8. Juli 1153
- Syrus[62] — vielleicht ernannt am 21. Februar 1130 zum Kardinal und bald darauf (August 1130) zum Bischof (seit 20. März 1133 Erzbischof) von Genua, † 30. September 1163